# Federico Bessone
Federico Bessone Luna (n. Córdoba (Argentina), el 19 de diciembre de 1984) más conocido como Fede Bessone, es un exfutbolista y entrenador de fútbol argentino que actualmente dirige al Fútbol Club Santa Coloma de la Primera División de Andorra.

## Trayectoria

### Como jugador
Nacido en Córdoba, Bessone fue un lateral izquierdo formado en la cantera del FC Barcelona, con el que jugó en su segundo filial desde 2002 hasta 2005, año que abandonó el club blaugrana para firmar por el RCD Espanyol B durante tres temporadas. 
En la temporada 2007-08, sería cedido al Gimnàstic de Tarragona durante una temporada.
En junio de 2008, firmó por el Swansea City Association Football Club por dos temporadas.
En la temporada 2010-11, Bessone firmó por el Leeds United un contrato de tres años.
El 21 de enero de 2011, Bessone firmó por el Charlton Athletic en calidad de préstamo hasta el final de la temporada, con opción de compra. 
El 31 de agosto de 2011, Bessone regresó al Swansea City.
El 31 de agosto de 2012, firmó con el Swindon Town.
El 28 de marzo de 2013, firmó con el Oldham Athletic, pero abandonaría el club inglés sin jugar ni un solo partido al final de la temporada.
El 9 de septiembre de 2013, firmó con el Sporting Kansas City de la Major League Soccer. En enero de 2014 fue liberado de su contrato, sin jugar un solo partido para el club.
El 18 de febrero de 2014, firmó un contrato a corto plazo con Millwall Football Club de la Football League Championship.
En la temporada 2016-17, volvió a España para jugar con el AE Prat de la Segunda División B de España. En la temporada siguiente, pese a su descenso a Tercera División de España, continuaría una temporada más en el conjunto del Bajo Llobregat hasta el mercado de invierno.
En enero de 2019, fichó por el FC Andorra de Tercera División de España, con el que lograría ascender a la Segunda División B de España al término de la temporada 2018-19. En la temporada 2019-20, jugaría en la división de bronce del fútbol español.
En julio de 2020, firma por el Inter Club d'Escaldes de la Primera División de Andorra, donde se retiraría al término de la temporada 2020-21, a la edad de 37 años.

### Como entrenador
El 10 de agosto de 2021, tras colgar las botas como jugador, comenzó en los banquillos dirigiendo al Inter Club d'Escaldes de la Primera División de Andorra en la temporada 2021-22.
El 30 de abril de 2022, es destituido como entrenador del Inter Club d'Escaldes y es sustituido por Otger Canals.
En la temporada 2022-23, firma como entrenador del Atlètic Club d'Escaldes de la Primera División de Andorra.
El 27 de noviembre de 2023, firma por el Fútbol Club Santa Coloma de la Primera División de Andorra.

## Clubes

### Como jugador
| Club                                   | País                      | Año       |
| -------------------------------------- | ------------------------- | --------- |
| FC Barcelona C                         | Bandera de España         | 2002-2005 |
| RCD Espanyol B                         | Bandera de España         | 2005-2008 |
| Gimnàstic de Tarragona (cedido)        | Bandera de España         | 2007-2008 |
| Swansea City Association Football Club | Bandera de Gales          | 2008-2010 |
| Leeds United                           | Bandera de Inglaterra     | 2010-2011 |
| Charlton Athletic (cedido)             | Bandera de Inglaterra     | 2011      |
| Swansea City Association Football Club | Bandera de Gales          | 2011-2012 |
| Swindon Town                           | Bandera de Inglaterra     | 2012-2013 |
| Oldham Athletic                        | Bandera de Inglaterra     | 2013      |
| Sporting Kansas City                   | Bandera de Estados Unidos | 2013      |
| Millwall Football Club                 | Bandera de Inglaterra     | 2014-2016 |
| AE Prat                                | Bandera de España         | 2016-2018 |
| FC Andorra                             | Bandera de Andorra        | 2018-2020 |
| Inter Club d'Escaldes                  | Bandera de Andorra        | 2020-2021 |

### Como entrenador
| Club                     | País               | Año       |
| ------------------------ | ------------------ | --------- |
| Inter Club d'Escaldes    | Bandera de Andorra | 2021-2022 |
| Atlètic Club d'Escaldes  | Bandera de Andorra | 2022-2023 |
| Fútbol Club Santa Coloma | Bandera de Andorra | 2023-     |